# Джилл Робертс
Джилл Робертс (англ. Jill Roberts) — персонаж фильма «Крик 4», воплощённый американской актрисой Эмма Робертс. Критики высоко оценили игру актрисы, а также назвали персонажа одним из самых лучших злодеев серии.

## События фильмов

### Крик 4
С самого начала фильма Джилл Робертс изображена как невинная школьница, которая боится, что может стать следующей жертвой убийцы по прозвищу Призрачное лицо. Джилл живёт со своей матерью Кейт Робертс, сестрой Морин Прескотт, в Вудсборо. Когда в город приезжает Сидни в рамках рекламного тура своей книги «Из темноты» (англ. Out Of Darkness), она останавливается у своих родственников. В это время в городе начинают происходить убийства школьников. Как позже рассказывает сама Джилл, она росла в доме, где все разговоры были только о Сидни Прескотт и её матери Морин. Внимание соседей и других местных жителей также было приковано к знаменитым родственникам Робертсов. Это вызывало ревность Джилл. В какой-то момент она придумала план, как прославиться и затмить Сидни. На помощь Джилл приходит влюблённый в неё одноклассник — поклонник кино Чарли Уокер. Они убивают школьниц Дженни Рендалл и Марни Купер; агента Сидни Ребекку Уолтерс; своих друзей — Оливию Моррис и Робби Мерсера; бывшего парня Джилл, Тревора Шелдона; полицейских Хосса и Перкинса и даже мать Джилл, Кейт. Ещё жертвами нападения становятся Гейл Уэзерс и Кирби Рид — как выяснится позже, последняя также пережила события фильма.
В кровавой развязке фильма Кирби и Робби сталкиваются с Сидни в доме Кирби. Тогда Джилл и раскрывает кузине свой секрет: она собирается обвинить во всём Тревора, отомстив ему за измену. Джилл сравнивает себя и Чарли с Сидни и Ренди Миксом. Затем она целует Чарли и наносит удар ножом в грудину, а затем — в брюшную полость, обрекая сообщника на смерть. В последние минуты жизни Чарли слышит от Джилл, что, по её плану, он был сообщником Тревора. Затем она нападает на Сидни. Уверенная, что кузина мертва, и что всё прошло по плану, Джилл начинает наносить себе раны: она вырывает клок собственных волос, врезается в стену и обрушивает себя на стеклянный столик, разбивая его вдребезги. К тому времени, когда обессиленная школьница оказывается в обморочном состоянии на полу, в дом прибывает полиция.
Оказавшись в больнице, Джилл узнаёт от Дьюи, что Сидни в тяжёлом состоянии, но она всё же выжила. Когда Дьюи уходит, чтобы проведать оказавшуюся в госпитале после нападения Гейл, Джилл устремляется в палату Сидни, чтобы завершить начатое. Между тем, во время разговора с Дьюи Гейл понимает, что Джилл выдала себя как настоящего убийцу — девочка знала, куда ранили Гейл. Джилл вновь пытается убить Сидни, но в палату по очереди врываются Дьюи, Гейл и помощник шерифа Джуди Хикс, спасающая журналистку от смерти. В финальной сцене убийца собирается застрелить Гейл, но журналистке удаётся отвлечь Джилл, пока Сидни подбирается к кузине с дефибриллятором в руках — мощный разряд ударяет ей в мозг, и она падает замертво. Главные герои уверены, что всё закончилось. Неожиданно Джилл поднимается на ноги, пытаясь напасть на них с осколком стекла в руке, но Сидни убивает её выстрелом в грудь. Тем временем, у входа в больницу репортёры освещают события, называя Джилл новой американской героиней, тем самым исполняя мечту безумной о славе.

#### Альтернативный финал
В одной из версий сценария Джилл не погибала в конце — фильм заканчивался клиффхэнгером, развязка которого должна была произойти в продолжении. Полиция отвозит Джилл в больницу, а через некоторое время Дьюи выводит её к толпе журналистов, среди которых и Гейл. Неожиданно полицейский объявляет: «Есть ещё один выживший. Женщина», а Дьюи спрашивает: «Это Сидни?». Позже режиссёр Уэс Крэйвен подтвердил, что Кирби также пережила события фильма, но она знала лишь о том, что за маской убийцы прятался Чарли, а не Джилл. «Крик 4» должен был запустить новую трилогию, и история трёх персонажей продолжилась бы в «Крике 5», однако от первоначальных планов отказались из-за смешанных отзывов критиков и кассовых сборов, не оправдавших ожидания студии.

### Крик 6
Джилл упоминается в шестой части франшизы — новый убийца оставляет на месте своих преступлений маски каждого из предыдущих Призрачных лиц, в том числе и маску Джилл и Чарли Уокера. Кроме того, фото Джилл и Чарли висят на доске с уликами в расследовании, которое ведёт Кирби Рид — она стала агентом ФБР.

## Цитаты
- «Я так часто сегодня врала, что начинаю сама себе верить. Я была рождена для этого» (англ. I told so many lies today, that I actually started to believe them. I really think that I was born for this.)
- «Сидни то, Сидни это, и Сидни, Сидни, Сидни! Ты всегда была такой особенной! Теперь особенной стану я!» (англ. Sidney this and Sidney that and Sidney, Sidney, Sidney! You were always just so fucking special! Well, now I'm the special one)
- «Малыш, репортёрам нравится, когда только один человек выживает. Ты сам знаешь, кто может это подтвердить» (англ. What the media loves, baby, is a sole survivor. Just ask you know who.)
- «Признай это, Сидни, — твои дни наива сочтены» (англ. Let's face it, Sid, your ingenue days, they're over.)
- «В каком мире ты живёшь? Мне не нужны друзья! Мне нужны фанаты. У тебя были 15 минут славы, теперь я хочу получить свои!» (англ. What world are you living in? I don't need friends. I need fans. You had your 15 minutes. Now I want mine!)
- «Дело не в том, чтобы убить тебя. А в том — чтобы стать тобой» (англ. This has never been about killing you. It's about becoming you.)
- «Безумно, правда? Но безумие — это новая норма» (англ. It's sick, right? Well, sick... is the new sane.)
- «Ты просто не хочешь умирать, да? Ты кто? Майкл, мать его, Майрес?» (англ. You just won't die, will you? Who are you, Michael fucking Myers?)
- «Не говори мне, что не думала, что этот день настанет» (англ. Don't tell me you didn't know this day would come)

## Образ персонажа

### Кастинг
Роль Джилл Робертс была предложена актрисе Эшли Грин, но в итоге её сыграла Эмма Робертс. Актрису привлекла в проект возможность поработать с Уэсом Крэйвеном, Нив Кэмпбелл, Кортни Кокс и Дэвидом Аркеттом. Когда Робертс проходила пробы на роль, у неё были длинные светлые волосы — подстричься и покрасить их попросил Крэйвен, чтобы придать больше сходства с Сидни Прескотт в первом фильме.

### Критика
Джеффри Боуи-Младший с портала «TV Over Mind» включил Джилл в список «5 лучших персонажей франшизы»: «Финал фильма — вот что по-настоящему выделяет Джилл Робертс. Она безумна, но не так, как Билли Лумис или Сью Мэйхер. Её выходки выходят за любые грани, а её план был по-настоящему великолепен. Джилл делает потрясающее заявление об обществе и одержимости славой. Мало франшиз обновляют концепцию для современной аудитории, и редко говорят на важные темы. Нельзя забыть игру Эммы Робертс — она восхитительно передаёт абсурд своего персонажа. Как и в случае Билли, Стю и Коттона — тайна окружает её прошлое, почему она так жаждет славы. Это и делает её одним из лучших злодеев во всей франшизе».
София Виджаска в обзоре для портала «Nerdist», написала: «Сидни — всё ещё центр истории, но Джилл крадёт достаточно много внимания зрителей. […] Её одержимость желанием прославиться, стать единственной выжившей, приводит к тому, что она убивает своего напарника Чарли. Она даже говорит, что сейчас людям не надо работать; по её мнению, достаточно, чтобы с тобой произошло что-то плохое — и ты знаменит. Мотивы Джилл прекрасно раскрыты в её противостоянии с Сидни. […] Уэс Крэйвен создал одну из немногочисленных женщин-убийц и проделал потрясающую работу. Джилл — богатая, испорченная девчонка. У неё есть чёткий мотив от начала до конца. Она умна, но не настолько, чтобы обхитрить Сидни, не раз спасавшуюся от смерти. […] Такие персонажи, как Джилл, становятся свежим глотком и приятным сюрпризом — они сильно отличаются от того, что мы обычно видим в ужастиках». В одной из сцен Кейт Робертс, мать Джилл, произносит фразу: «Никто не спрашивает меня о моих шрамах» — Виджаска замечает, что отношение Кейт к своей сестре Морин Прескотт и шумихе вокруг её дочери Сидни могли в какой-то мере повлиять на то, какой выросла Джилл.
Дэвид Кроу с портала «Dan Of Geek» назвал «Крик 4» лучшим сиквелом во франшизе, во многом благодаря персонажу Эммы Робертс: «Это прекрасно закрученная зацикленность в мозгу персонажа и лучшая мотивация среди всех убийц серии». Портал «Collider» поставил Джилл на 2-е место в списке лучших убийц франшизы, а «Movie Web» — на 7-е.
Таннер Странски из «Entertainment Weekly» назвал фразу Джилл «Мне не нужны друзья. Мне нужны фанаты!» одной из лучших цитат фильма, а также отметил игру Эммы Робертс в этой сцене.